# Miłowanie kata
Miłowanie kata – powieść polskiego prozaika Romana Bratnego z 1986 roku.
Książka opowiada o losach okupacyjnych Jakuba będącego żołnierzem AK, a także o jego pobycie w więzieniu po wojnie.
Najważniejszym wydarzeniem w książce jest wykonanie wyroku na rzekomym konfidencie, ale jak się główny bohater później dowiaduje, o egzekucji nic nie wiedziało dowództwo jego grupy oporu.
Jak sam autor mówi, pisze ponieważ chce ocalić od zapomnienia czasy, w których żył. W Miłowaniu kata dla urealnienia literackiej fikcji autor wprowadził postać autentyczną Kazimierza Moczarskiego wybitnego dziennikarza i pisarza, żołnierza AK.